# Scorpionidae
Die Scorpionidae sind eine Familie der Skorpione (Scorpiones). Sie umfasst vier Gattungen und ca. 160 Arten.

## Merkmale
Manche Scorpionidae erreichen Körpergrößen bis zu 20 Zentimeter und ein Gewicht von bis zu 32 Gramm. Die Familie umfasst mit Heterometrus swammerdami aus Indien und Sri Lanka sowie dem Kaiserskorpion (Pandinus imperator) die größten Skorpionsarten überhaupt. Die Arten haben eine große fünfeckige Brustplatte sowie kräftige Scherenbeine.

## Verbreitung und Lebensraum
Arten der Scorpionidae sind in Afrika und Asien verbreitet. Sie leben in Wäldern aller Art und in Steppengebieten. In Wüstengebieten wie der Sahara kommen sie nicht vor.

## Scorpionidae und Menschen
Besonders die großen Kaiserskorpione und einige andere Arten werden gerne als Terrarientiere gehalten. Das Gift der Scorpionidae ist bei den meisten Arten relativ harmlos, einige besitzen allerdings auch Gifte, die für den Menschen gefährlich werden können.

## Systematik

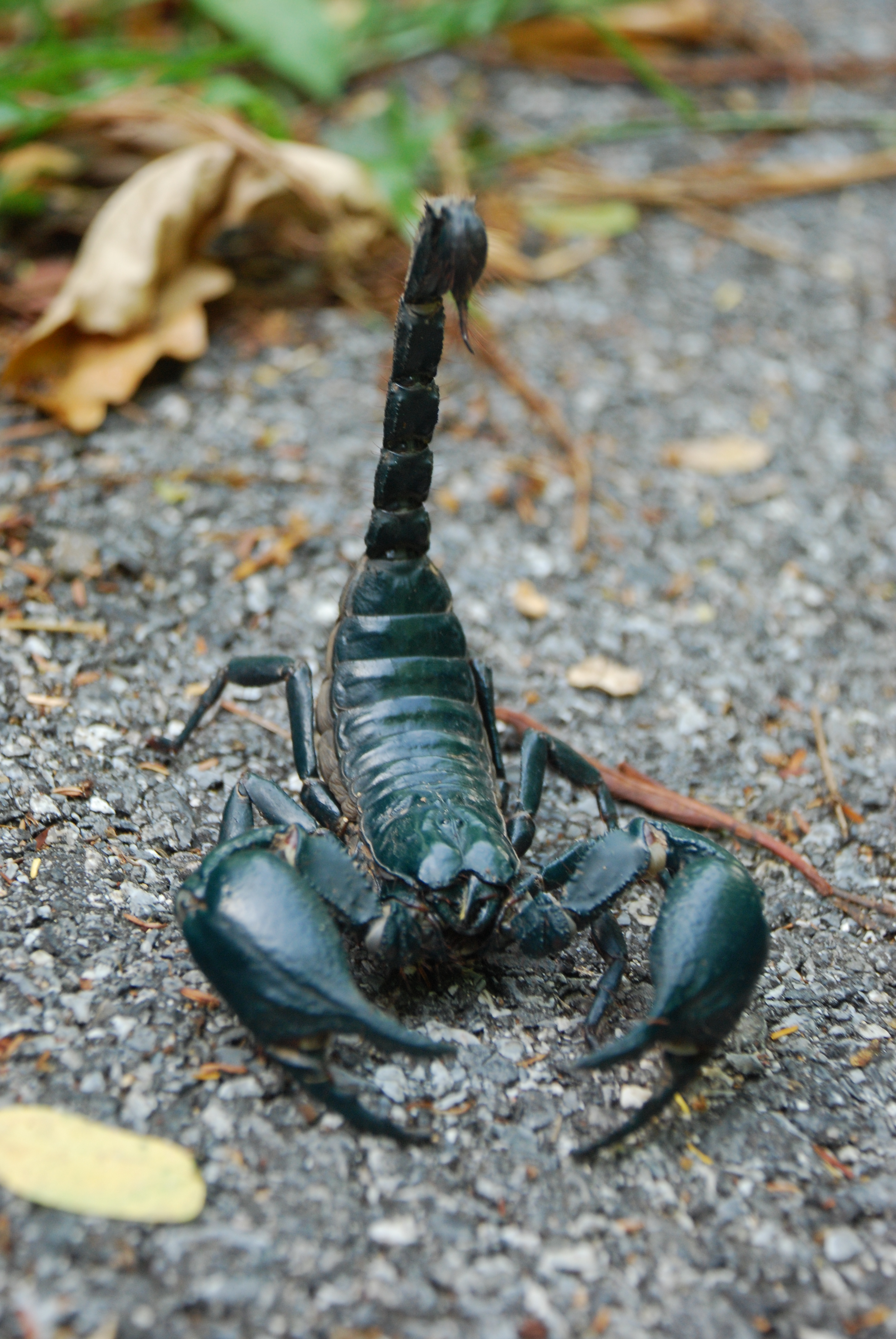
Heterometrus laoticus

Scorpio maurus

Latreille stellte 1802 ursprünglich alle Skorpione in der „Familie“ Scorpiones zusammen. Später wurden die Skorpione zu einer Ordnung, die mehrere Familien umfasste. Die Familie der Scorpionidae wurde von Pocock 1893 in mehrere „Unterfamilien“ eingeteilt: Diplocentrini, Hemiscorpiini, Ischnurini, Scorpionini und Urodacini. Die meisten Unterfamilien wurden im 20. Jahrhundert zu eigenen Familien erhoben oder zu anderen Familien gestellt. Schließlich verblieben nur noch die vier Gattungen der Scorpionini in der Familie Scorpionidae.
Diese vier Gattungen kommen in biogeographisch getrennten Verbreitungsgebieten in Afrika und Asien vor:
- Heterometrus Ehrenberg, 1828 (Indien und Südostasien)
- Opistophthalmus C. L. Koch, 1837 (Südliches Afrika)
- Pandinus Thorell, 1876 (West-, Ost- und Zentralafrika)
- Scorpio Linnaeus, 1758 (Nordafrika und Naher Osten bis in die südliche Türkei und den östlichen Iran)

2003 lösten Michael E. Soleglad und Victor Fet die Familie Diplocentridae auf und fügten sämtliche Arten der hauptsächlich in Nord-, Mittel- und Südamerika sowie der Karibik verbreiteten Gattungen in die Familie Scorpionidae ein. Andere Autoren wie Lorenzo Prendini und Ward C. Wheeler vom American Museum of Natural History halten die Diplocentridae jedoch für eine zwar nahe verwandte, aber durch klare Unterscheidungsmerkmale getrennte Familie. Im November 2005 veröffentlichten sie daher eine Gegendarstellung, in der sie alle Änderungen zurückwiesen. Schon im Dezember 2005 folgte die Antwort von Soleglad und Fet, die auf ihrer Revision beharrten.
Im Jahr 2005 wurde auch die Familie Urodacidae mit der einzigen Gattung Urodacus in einer Revision von Soleglad, Fet und Kovarik aufgelöst und als Unterfamilie Urodacinae in die Scorpionidae eingegliedert. Diese Umgruppierung ist aber ebenfalls nicht allgemein anerkannt. So stellten Volschenk und Prendini 2008 die neu entdeckte Gattung Aops mit der Art Aops oncodactylus wieder in die Familie der Urodacidae.